# Ronald Humpston
Ronald Humpston (14 tháng 12 năm 1924 - 4 tháng 1 năm 2012) là một cựu cầu thủ bóng đá, từng thi đấu cho Portsmouth, Huddersfield Town & Headington United. Ông sinh ra ở Derby.